# Congreso Nacional Tibetano
El Congreso Nacional Tibetano es un partido político tibetano en el exilio de ideología independentista. El partido mantiene posiciones más radicales que el independentista moderado Partido Nacional Democrático, el partido mayoritario entre el exilio tibetano y apoyó la candidatura del ex-preso político Lukar Jam para Sikyong (primer ministro del gobierno tibetano en Dharamsala) en las elecciones de 2016, único de los candidatos que apoya la independencia plena de Tíbet y no sólo mayor autonomía. Los dirigentes del partido han descrito al mismo como una opción política para los tibetanos de ideas independentistas.